# Teneguía
Der Teneguía ist ein Vulkan an der Südspitze der Kanareninsel La Palma. Der 428 Meter hohe Schlackenkegel entstand im Jahre 1971.

## Geographische Lage
Der Teneguía liegt in der Gemeinde Fuencaliente de La Palma südlich der Ortschaft Los Canarios. Er bildet das südliche Ende der Vulkankette der Cumbres (Cumbre Nueva und Cumbre Vieja), die die Insel La Palma von der Caldera de Taburiente aus nach Süden durchzieht. 
Oberhalb liegt der 657 Meter hohe Kegel des San Antonio, der zum letzten Mal im Jahre 1677 ausgebrochen war.

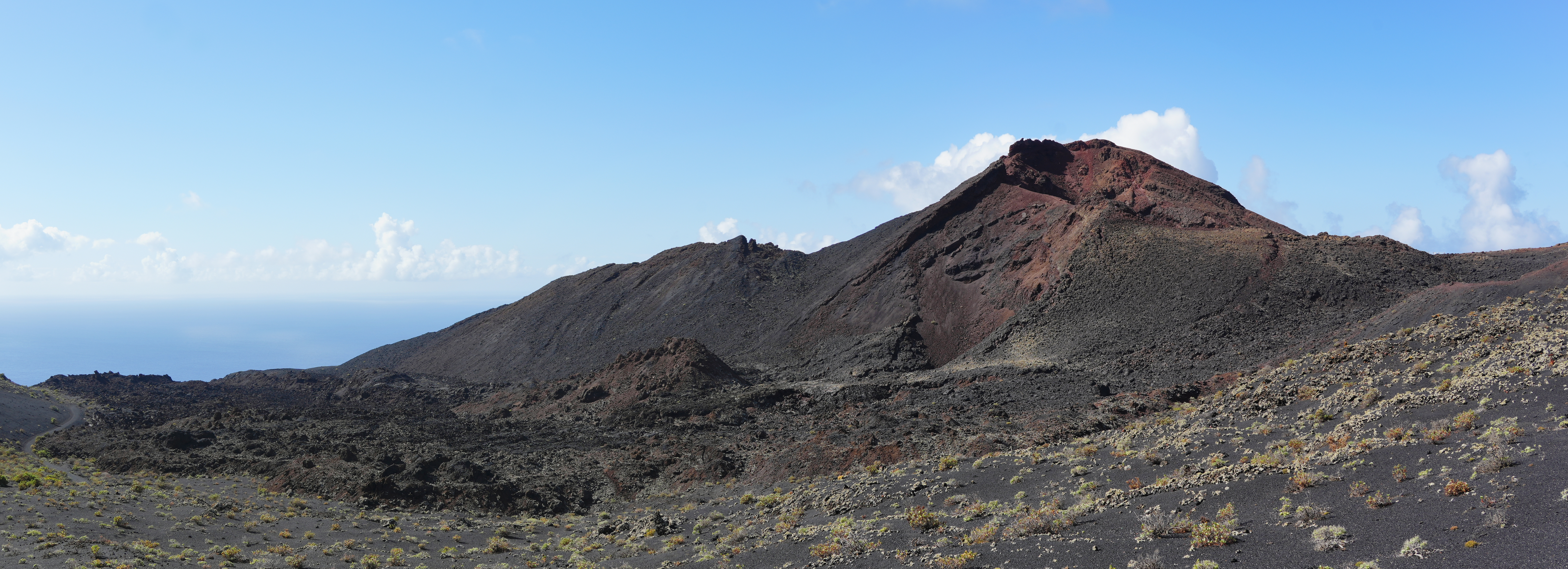
Vulkan Teneguia

## Ausbruch
Der erste Ausbruch begann am 26. Oktober 1971. Es folgten rhythmische Auswürfe von Gas und fragmentierter Lava. Die letzte Eruption erfolgte nach dreieinhalb Wochen am 24. Tag, dem 18. November 1971. Dazwischen gab es Dutzende Ereignisse an insgesamt fünf, teils zeitlich versetzt aktiven, meist effusiven Ausbruchstellen. Die gesamte Eruptivmasse betrug geschätzte 40 Millionen Kubikmeter. Die ausgestoßene Lava floss an mehreren Stellen bis ins Meer und schuf dort ungefähr 29 ha neues Land. Zwei Menschen kamen durch Erstickung durch CO2 ums Leben.

## Vegetation
Die dunklen Schlacke- und Aschefelder lassen unter den Bedingungen des steten Nordostpassats bei der geringen Höhe eine Ansiedlung von Pioniervegetation vom Meer aus nur sehr begrenzt zu. Erst in und um den Krater des höher gelegenen San Antonio gibt es wieder Kiefernbestände.